# Ramotshere Moiloa Local Municipality
Ramotshere Moiloa (englisch Ramotshere Moiloa Local Municipality) ist eine Lokalgemeinde im Distrikt Ngaka Modiri Molema der südafrikanischen Provinz Nordwest. Der Verwaltungssitz der Gemeinde befindet sich in Zeerust. Die Bürgermeisterin ist Kereng Mothoagae.

## Städte und Orte
- Groot Marico
- Zeerust

## Bevölkerung
Im Jahr 2011 hatte die Gemeinde 150.713 Einwohner in 40.740 Haushalten auf einer Gesamtfläche von 7192,86 km². Für 2016 wird als Einwohnerzahl 157.690 angegeben.
Die demographische Zusammensetzung der Einwohner ist laut Volkszählung 2011:
| Ethnien  | Einwohnerzahl | Anteil in % |
| -------- | ------------- | ----------- |
| Schwarze | 142.221       | 94,37       |
| Weiße    | 5.659         | 3,75        |
| Coloured | 1.345         | 0,89        |
| Asiaten  | 1.096         | 0,73        |

Wichtigste Sprache ist Setswana, die von 86,0 Prozent der Bevölkerung gesprochen wird. Größte Minderheitensprachen sind: Afrikaans (4,5 Prozent), Englisch (3,8 Prozent) und isiZulu (1,2 Prozent).